# Moulineaux

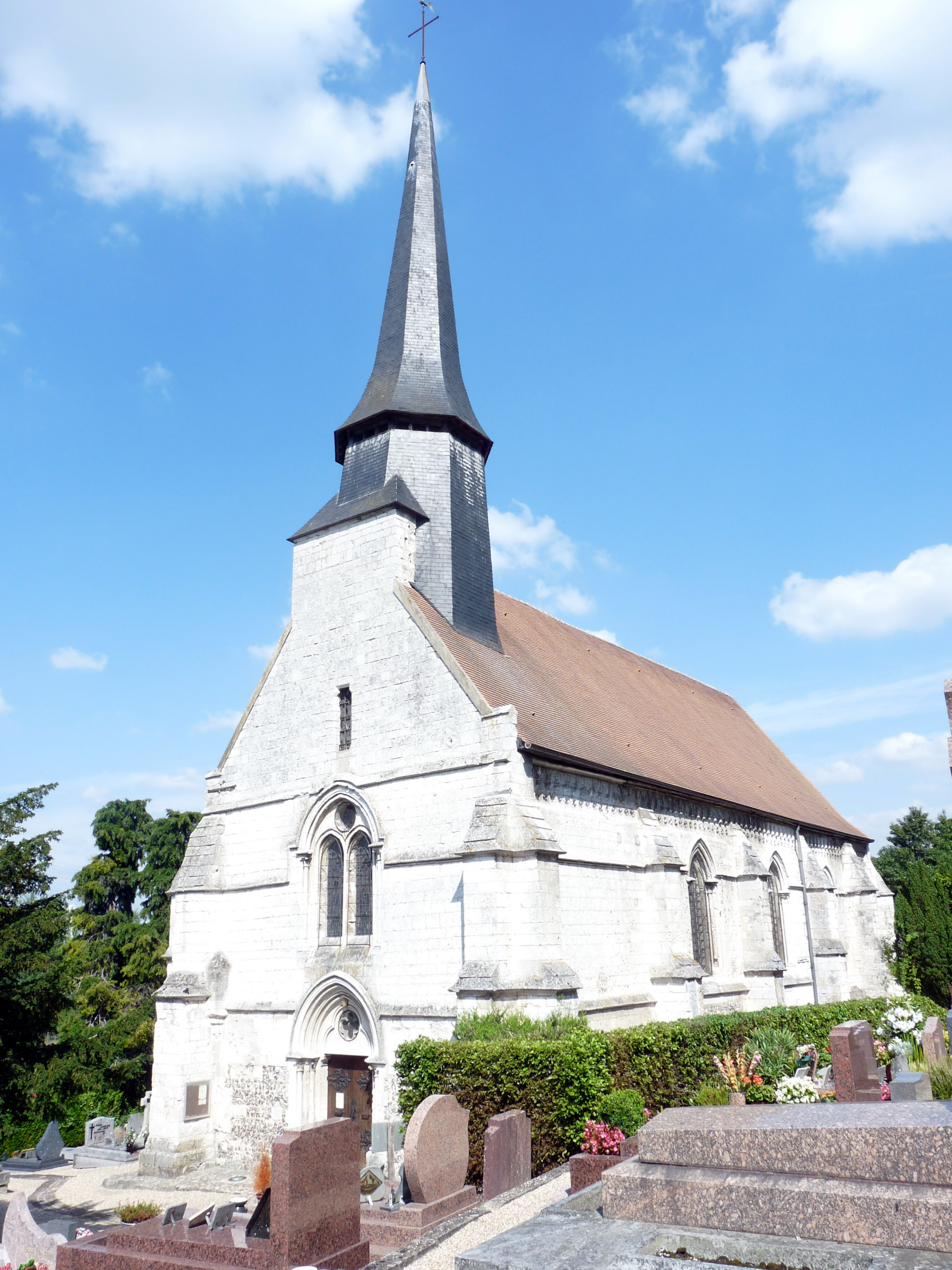

Moulineaux is een gemeente in het Franse departement Seine-Maritime (regio Normandië) en telt 890 inwoners (1999). De plaats maakt deel uit van het arrondissement Rouen.

## Economie
Ten noorden van het dorp strekt zich langs de Seine een groot industrie- en haventerrein uit. In 2010 brandde hier een autofabriek van Renault tot de grond toe af. Voor het dorp is het toerisme van enig belang.

## Bezienswaardigheden
- De 13e-eeuwse dorpskerk, gewijd aan Jacobus de Meerdere, is in gotische stijl gebouwd.
- Château de Robert le Diable staat ten zuidwesten van het dorp op een hoge heuveltop. Er is vandaar goed uitzicht over het Seinedal. Het kasteel is vermoedelijk niet in opdracht van Robert de Duivel gebouwd, maar door een van diens opvolgers. Jan zonder Land, koning van Engeland, zou het tussen 1200 en 1203 hebben laten uitbreiden. Tijdens de Frans-Duitse Oorlog zijn er in de winter van 1870 - 1871 zware gevechten gevoerd. In 1905 en rond 1955 werden delen van het intussen tot ruïne vervallen kasteel gereconstrueerd. Vanaf 1980 tot 2003 vonden er veel evenementen voor toeristen plaats, onder andere re-enactment uitbeeldingen van Viking-veldslagen. In 2003 werd het complex voor bezoekers gesloten. In mei 2007 werd een deel door brand verwoest. Het is mogelijk een wandeling rond de ruïnes te maken.
- Forêt de la Londe ten zuiden van het dorp is 5100 ha groot en leent zich voor een wandeling. Er staan enige maisons forestières, boswachtershutten, die als bezoekerscentrum zijn ingericht. Door het bos loopt een spoorlijntje.

## Geografie
De oppervlakte van Moulineaux bedraagt 3,5 km², de bevolkingsdichtheid is 254,3 inwoners per km². 
De onderstaande kaart toont de ligging van Moulineaux met de belangrijkste infrastructuur en aangrenzende gemeenten.

## Demografie
Onderstaande figuur toont het verloop van het inwonertal (bron: INSEE-tellingen).